# Desmodilliscini
Desmodilliscini – plemię ssaków z podrodziny myszoskoczków (Gerbillinae) w obrębie rodziny myszowatych (Muridae).

## Zasięg występowania
Plemię obejmuje gatunki występujące w Afryce.

## Podział systematyczny
Do plemienia należą następujące rodzaje:
- Desmodilliscus Wettstein, 1916 – skoczka – jedynym przedstawicielem jest Desmodilliscus braueri Wettstein, 1916 – skoczka sawannowa
- Pachyuromys Lataste, 1880 – tłustogon – jedynym przedstawicielem jest Pachyuromys duprasi Lataste, 1880 – tłustogon afrykański